# 439 TCN
439 TCN là một năm trong lịch La Mã.